# 126. østlige længdekreds
Den 126. østlige længdekreds (eller 126 grader østlig længde) er en længdekreds, der ligger 126 grader øst for nulmeridianen. Den løber gennem Ishavet, Asien, Stillehavet, Australasien, det Indiske Ocean, det Sydlige Ishav og Antarktis.